# Бранко Димовић Димески
Бранко Димовић Димески (Гњилане, 5. август 1978) српски је књижевник, публициста и филмски продуцент, који живи и ради у Норвешкој.

## Биографија
Бранко Димовић Димески је рођен у Гњилану, граду на три реке у југоисточном делу Косова и Метохије. Пре пресељења у Норвешку 2008. године био је новинар и уредник спортске редакције часописа „Изворник”. Тада је забележио и зачетак свог хуманитарног рада основавши Удружење Срба Косовског Поморавља, скраћено УСКОП. Сарађивао је и са међународним организацијама. По одласку из Србије истакао се подвизима у расветљавању нацистичких злочина кроз уметност, пре свега књижевност и документарни филм, али и друштвени активизам.
Учестовао је у тродневној конференцији „Јасеновац, Аушвиц Балкана – преживела деца логораши сведоче”, која је одржана у Народној скупштини Републике Србије 2023, на којој је донета историјска Резолуција о усташком инфантициду НДХ над српском, јеврејском и ромском децом у дечјим логорима смрти од 1941. до 1945. године. Димески је узео учешће и на међународној конференцији о страдању Срба у Другом светском рату и тим поводом се обратио у Српској академији наука и уметности 2025.
Када је 2024, на иницијативу књижевника српског порекла, основан Савез српских стваралаца Скандинавије, Бранко Димовић Димески је именован за првог председника. Једна од значајних активности Савеза је организација Српско-норвешких књижевних сусрета, а прве је приредио управо Димески.
Организатор је акција помоћи становништва у свом завичају на Косову у Метохији, а истовремено је и кооснивач српских школа у Норвешкој. Залаже се и за међукултурну сарадњу Срба и Норвежана. Предавања о мучеништву српске деце у Норвешкој за време Другог светског рата одржао је у више земаља широм света, те је његово залагање препознато је и поменуто у више међународних књига и других публикација. Кооснивач је Института „Диана Будисављевић”, који се бави изучавањем дечјих логора смрти, холокауста, србоцида, самударипена и инфантицида у НДХ.
Увршћен је у монографију „Срби на Косову и Метохији у 20. и 21 веку који су својим животом и радом значајно обележили време у коме су живели и радили” Драгослава Ћетковића и „Енциклопедију националне дијаспоре” Ивана Калаузовића Ивануса.
Члан је Књижевног друштва Косова и Метохије, које је колективни члан Удружења књижевника Србије. Такође, Димески је члан и Завичајног клуба „Стара Србија” Гњилане.
За свој рад добио је бројне награде и признања.
Отац је четворо деце. Живи и ради у норвешком Валеру (норв. Våler).

### Књижевност
Бранко Димовић Димески је аутор књига духовне поезије и прозе: Ка небу (2019), Пелагонијски витез (2020), Завичајни отисци (2021) и Српски крвави пут (2023), а своје радове објављује и у часописима „Литерални отисак”, „Стремљења”, „Надахнућа”... Његове публикације могу се између осталог наћи и у норвешким и косовскопоморавским библиотекама.

### Филм
Документарни филм је терен на којем се Бранко Димовић Димески најбоље сналази. Његово појављивање у норвешком остварењу у улози лекара гледа се у тамошњим здравственим установама. Ипак, два документарца привукла су посебну пажњу јавности. У питању су филм „Логор смрти у Карашјоку и добри помагачи”, који говори о заточеништву Срба у нацистичким логорима у Норвешкој и који је премијерно приказан на 57. Филмским сусретима у Нишу 2022. године, и филм „33 анђела”, међународно приказан и награђен. Филмови којих је он аутор плодови су преданог и детаљног истраживања, са жељом да се нагласи страдање српског народа кроз историју. Његов трећи филм „Последња стража”, на којем тренутно ради, говориће о страдању српских официра током Другог светског рата у немачком Оснабрику.